# مجموعه سازگاری بافتی اصلی کلاس دو

Schematic representation of MHC class II.

مجموعه سازگاری بافتی اصلی کلاس دو (انگلیسی: MHC class II) گروهی از پروتئین‌های مجموعه سازگاری بافتی اصلی هستند.
مجموعه سازگاری بافتی اصلی (Major histocompatibility complex) مولکول‌های پروتئینی روی غشای سلول‌های مختلف بدن در مهره‌داران است. این پروتئین‌ها در سه گروه زیر دسته‌بندی می‌شوند: کلاس یک آنها مانند TAP که سه زنجیره α و یک مولکول پروتئینی غیر MHC دارند.
مجموعه سازگاری بافتی اصلی کلاس دو بیشتر در سلولهای پردازنده آنتی‌ژن مانند سلول‌های دندریتیک، بیگانه‌خوار، لنفوسیت‌های بی و سلولهای اندوتلیال مشاهده می‌شود.
مجموعه سازگاری بافتی اصلی نوع I بر همه سلول‌های هسته دار موجود است اما نوع II ویژه لنفوسیت‌های B ماکروفاژها و لنفوسیت‌های T سی دی ۴ می‌باشد؛ لذا سی دی ۸ها بدون MHC II می‌باشند.